# Sten Öhlander
Sten Bertil Öhlander, född 19 april 1938 i Göteborg, död 7 december 2005 i Stenungsund, var en svensk officer i Flygvapnet.

## Biografi
Öhlander blev fänrik i Flygvapnet 1960 vid Hälsinge flygflottilj (F 15). Han befordrades till löjtnant 1962, till kapten 1968, till major 1972, till överstelöjtnant 1974 och till överste 1987.
Öhlander tjänstgjorde sin första tid i Flygvapnet vid Hälsinge flygflottilj. Åren 1970–1972 tjänstgjorde han vid Flygvapnets Krigsskola (F 20) och 1973–1976 på Centralavdelning vid Flygstaben. Åren 1976–1979 återvände han till Hälsinge flygflottilj, då som flygchef. Han var 1979–1981 chef för Luftoperationsavdelningen vid Östra militärområdesstaben (Milo Ö), 1981–1985 chef för flygsäkerhetsavdelningen vid Flygstaben, 1985–1987  sektionschef vid Första flygeskadern (E 1), 1987–1989 var han personalkårschef och ställföreträdande flottiljchef för Skånska flygflottiljen (F 10/Se S) samt 1989–1993 överste och flottiljchef för Västgöta flygflottilj (F 6). 
Öhlander var sedan 1959 gift med Ann-Marie, född Pehrson. Tillsammans fick de tre barn, Claes, Mats och Anna. Sten Öhlander är begravd på Västra kyrkogården i Göteborg.